# Glorianne Perrier
Glorianne Aurore „Glo“ Perrier (* 21. März 1929 in Lewiston; † 7. März 2015 in Harvest) war eine US-amerikanische Kanutin.

## Karriere
Glorianne Perrier nahm zweimal an Olympischen Spielen teil. 1960 ging sie bei ihrem Olympiadebüt im Einer-Kajak auf der 500-Meter-Strecke an den Start. Nach 2:23,00 Minuten belegte sie in ihrem Vorlauf lediglich den siebten und damit letzten Platz und kam auch in ihrem Hoffnungslauf nicht über den letzten Platz hinaus. Bei den Olympischen Spielen 1964 in Tokio war sie neben Francine Fox Crewmitglied des US-amerikanischen Zweier-Kajaks. Sie qualifizierten sich als Zweite des Vorlaufs direkt für das Finale, das sie ebenfalls auf dem zweiten Platz beendeten. Sie sicherten sich in einer Laufzeit von 1:59,16 Minuten hinter den Deutschen Roswitha Esser und Annemarie Zimmermann und vor dem rumänischen Boot mit Hilde Lauer und Cornelia Sideri die Silbermedaille. 1960 und 1961 wurde Perrier im Einer-Kajak US-amerikanische Meisterin. Mit Francine Fox gewann sie von 1963 bis 1965 dreimal in Folge den nationalen Titel im Zweier-Kajak und gehörte wie auch Fox zum siegreichen Vierer-Kajak im Jahr 1965.
Sie besuchte die George Washington University und arbeitete im Anschluss 35 Jahre lang als Verwaltungsbeamtin für den Staat. 1983 ging sie in den Ruhestand und ließ sich in Nord-Alabama nieder.